# José Luis Castillejo
José Luis Fernández de Castillejo et Taviel de Andrade, mieux connu sous le nom de José Luis Castillejo, né à Séville en 1930 et mort à Houston le 9 septembre 2014, est un écrivain, artiste d'avant-garde et diplomate espagnol.

## Biographie
Il a passé plusieurs années en France et en Argentine, accompagnant son père en exil politique, puis a étudié en France, en Allemagne, en Angleterre et aux États-Unis. En dépit de sa vocation pour la philosophie du néopositivisme, de la logique formelle et de sa passion pour l’art abstrait, il opte pour une carrière diplomatique. Il a participé à l’opposition politique contre le franquisme. Il a exercé différentes responsabilités aux États-Unis (secrétaire de l’ambassade de Washington, 1959), en Algérie et en Allemagne et a été ambassadeur au Nigéria. Il a écrit dans le  Bulletin  dirigé par Enrique Tierno Galván et a pratiqué la critique d'art dans le magazine nord-américain Art International, avec des essais sur Jim Dine, Roy Lichtenstein.
À Cologne, sprès a vu comment Nam June Paik avait littéralement « découpé des ciseaux à la main, la chemise du "maître" John Cage, il commence sa carrière comme écrivain en 1967, à l'âge de 37 ans, animé par son amitié avec le poète et peintre Juan Hidalgo Codorniu, avec son premier livre « L’écrasement de l'avion dans un terrain vague» , un "roman" très influencé par Raúl Morodo, par la philosophie de Wittgenstein et le surréalisme.  L’écrasement de l'avion dans un terrain vague (1966) est une autobiographie fictive exprimée par des citations, des textes, des mots isolés, des poèmes visuels, des phrases qui dénoncent un certain ordre et détruisent la syntaxe officielle. Membre du groupe Zaj, son travail comprend des essais et des livres d’avant-garde qui font partie de l’ambitieux projet "Le livre d’un livre". Plus tard, l'artiste défendra une nouvelle écriture loin de la parole, de la musique, de la peinture, du dessin, de la calligraphie et se terminant par le signe nu, mais écrit. Admirateur critique de Clement Greenberg et collectionneur d'art moderne, il a élaboré toute une théorie sur l'écriture et la communication basée sur ses propres recherches et qui furent publiées en Espagne en 2018. Plusieurs de ses œuvres inédites sont déposées dans la Staatsgalerie de Stuttgart.
« Il y a des années, j'étais plus intéressé par l'écriture d'écriture; Maintenant, par contre, je suis plus inquiet pour ce qui n’est pas écrit. Vous ne pouvez pas séparer le monde de l'écrit et le monde de l'écrit. Autrement dit, vous ne pouvez pas séparer l'écriture et le monde. Il est temps que je ne dise pas que je suis un écrivain, je suis un écrivain, je ne suis pas un écrivain, je ne suis pas un écrivain. Être ou ne pas être, telle n'est pas la question. Écrire, ce n'est pas seulement faire mais aussi ne pas faire et aussi défaire. L'écriture non écrite ou non écrite (peut-être erronée) n'est pas un acte autre que l'écriture. C'est un non-étranger, c'est-à-dire non aliéné. Ne pas écrire, quand ce n'est pas ou ne prétend pas être pur ne pas faire, peut être un non-écrit d'écriture ou d'écriture de non-écrit, quelque chose qui contredit celui de "ce qui est écrit, ce qui est écrit" "(dans" écriture non écrite ).
Spécialiste de Gertrude Stein, il en a traduit certaines œuvres, telles que «Autobiography of Alice B. Toklas» (1932) (Barcelona: Bruguera, 1983).

## Œuvres
- La caída del avión en terreno baldío (1967)
- Actualidad y participación (1968)
- La política (1968)
- The book of i´s (1969)
- The book of eigthteen letters (1972)
- El libro de la letra (1973)
- La escritura no escrita (1996)
- The book of J´s (1999)
- Tlalaatala (2001).
- Letrabra, Junto a Eduardo Scala (2012)
- Kathlenn (El Gato Gris, 2013)
- Ensayos sobre arte y escritura (Ediciones La Bahía, 2013)